# 医業類似行為
医業類似行為（いぎょうるいじこうい）とはあん摩マッサージ指圧・はり・きゅう・柔道整復の行為4種と、カイロプラクティックや整体のような、法定の行為以外の民間療法を含む概念。厚生労働省は「医師の医学的判断及び技術をもってするのでなければ人体に危害を及ぼし、又は危害を及ぼすおそれのある『医行為』ではないが、一定の資格を有する者が行わなければ人体に危害を及ぼすおそれのある行為」と解している。

## 分類
医業類似行為を「法的な資格制度のあるもの」、「法的な資格制度のないもの」の2種類に分類する考えと、法律で規定されるあん摩マッサージ指圧、はり、きゅう、柔道整復および人体に危害を及ぼすおそれのある行為に限定する考えがある。

### 法的な資格制度のある医業類似行為
あん摩マツサージ指圧師、はり師、きゆう師等に関する法律（あはき法）によって規定される「あん摩マッサージ指圧師」、「はり師」、「きゆう師」、「鍼灸師」および柔道整復師法で規定される「柔道整復師」がある。

#### 歴史
明治時代以降、医業類似行為を直接規制する統一的な法令は長い間存在せず、軽犯罪法の前身である警察犯処罰令（明治44年内務省令第16号）2条18号により「病者ニ対シ禁厭、祈禱、符呪等ヲ為シ又ハ神符、神水等ヲ与ヘ医療ヲ妨ケタル者」に対して刑罰を科していたに過ぎなかった。そして、警察犯処罰令の対象とならない行為については、国家として明確な取締方針を採っておらず、府県令に委ねる方針を採っていた。そのため、地域により取締の対象になったりならなかったりするという問題があったところ、昭和22年に「あん摩、はり、きゆう、柔道整復等営業法」が制定された。この法律によりあん摩マツサージ指圧師、鍼灸師、柔道整復師は明確に免許制となり、その他の医業類似行為についてはこの法律の公布の際（昭和22年）引き続き3箇月以上業としていた者であって第19条第1項の規定による届出をしていれば継続して業とすることができた。しかしながら、昭和39年に「あん摩師、はり師、きゆう師及び柔道整復師法等の一部を改正する法律」（昭和39年法律第120号）が制定され、第19条第1項は削除された。このように届け出による医業類似行為は経過措置であり、現在は正規に国家資格を取得することが求められる。

### 法的な資格制度のない医業類似行為
前述のように、あはき法制定時に届け出た者が業として行っていた行為。国家資格者及び届け出た者以外による医業類似行為は禁止対象である。
禁止対象にならない無資格施術を厚労省は「非医業類似行為」とした。
整体・カイロプラクティック・オステオパシー等。
免許を要せず届け出もない医業類似行為。法律で定義されているわけでないが、判例を元に「疾病の治療又は保健の目的を持ってする行為であって、医師や法令で資格の認められた者が、その業としてする行為以外のもの」とされている。柔道整復師、理学療法士及び助産師が行うマッサージについて、これらの免許業務は慰安や疲労回復も目的に行われ、現代では美容鍼灸といった美容目的での施術も行われている。なお、最高裁は「あん摩（マツサージおよび指圧を含む）、はり、きゆうおよび柔道整復の四種の行為であるから、これらの行為は、何が同法一二条の医業類似行為であるかを定める場合の基準となるものというべく、結局医業類似行為の例示と見ることができないわけではない」としている。仙台高裁で定義が示された時代、医業（医行為）の定義には疾病の治療目的が含まれていたが、現代では目的を限定しておらず、美容目的の行為でも「医師が行うのでなければ保健衛生上害を及ぼすおそれのある行為」は医行為となる。そのため現代では「疾病の治療又は保健」以外を目的に行うとしても医業類似行為に含まれる可能性がある。2017年5月25日に消費者庁から発表された資料では法的な資格制度がない医業類似行為に「リラクゼーションマッサージ」などを含めている。看護師に関して、リラクセーション、指圧、マッサージは臨地実習において看護学生が安楽確保の技術として、教員や看護師の助言・指導により学生が単独で実施できるものとして検討会で出され、看護師の基礎教育の中で行うことが望ましいとされている。

## 年表
- 1746年　骨継療治重宝記　高志鳳翼著　接骨術についての医学書発行
- 1808年　正骨範　二宮彦可著　正（整・接）骨術
- 1810年（文化7年）整骨新書(各骨真形図) 　大阪の接骨医である各務文献が著した。整（正・接）骨術
- 1874年（明治7年）医制が公布される
- 1874年（明治7年）当時の医学情勢は漢方医8人に対して西洋医2人の割合であった
- 1876年（明治9年）10月12日内務省乙第５号を以て医術開業試験法が始まる
- 1881年（明治14年 ）漢方医学廃止によって それまでの接骨術が顧みられなくなる
- 1883年（明治16年）明治政府は「医師免許規則」「医術開業試験規則」を出した。このときより、医師と名乗れるのは西洋医学教育機関を卒業したものか、全ての試験科目が西洋医学に属する「医術開業試験」を合格したもののみとなった。漢方医学そのものは潰されてはいないが、漢方医学を取り扱えるのが西洋医学を学んで試験に合格した医師のみとなったことから、漢方医は大打撃をうけた。また、接骨医も漢方医と同様の道を辿ることとなり、接骨医も接骨業を行う為には「医術開業試験」に合格して医師になることが求められた。
- 1883年（明治16年）東京府が整骨師、入歯師の調査を行う
- 1883年（明治16年）10月23日医師試験の外歯科医師法制定
- 1884年（明治17年）医師免許規則と医術開業試験規則が施行される
- 1885年（明治18年）入歯歯抜口中療治接骨術営業者取締方が施行される
- 1885年（明治18年）日本で最初の看護学校が設立されるが、看護に関する資格制度はまだ無かった。
- 1894年（明治27年）『歯科研究会月報』所載の名簿に、医籍や歯科医籍に登録されず、「入歯歯抜口中療治」として、各府県から営業鑑札を付与された人たちを歯科界では「従来家」と呼称した。明治39年に歯科医師法（旧法）が施行されるまで従来家（鑑札営業者）は原則として薬物を使用しない範囲内での「歯科医行為」を行っており、当時全国約1000人の住所が確認されている。
- 1899年（明治32年）産婆規制により、産婆の名称と資格が公的に定まる
- 1906年（明治39年）医師法制定。このとき独立して歯科医師法が制定される。
- 1911年（明治44年）鍼灸、あん摩は営業を公認され、免許鑑札の公布による営業許可制となる（接骨術は公認されていない）
- 1912年（大正元年）柔道家・柔術家たちによる接骨業公認運動が盛んになる
- 1913年（大正2年）柔道接骨術公認期成会が組織される
- 1915年（大正4年）看護婦規則により、看護婦に資格制度が導入される
- 1920年（大正9年）柔道整復術が公認され、内務省令のあん摩術営業取締規制の改正で柔道整復師が確定する。大正時代に西洋から導入されたマッサージも公認される。
- 1932年（昭和7年）日本で最初に柔道整復師の養成を目的とした学校が誕生する
- 1936年（昭和11年）歯科医が歯槽膿瘍の治療で静脈注射をしたことで、医師法違反により罰金を科せられた。2年後の控訴審で無罪となった。
- 1937年（昭和12年）保健婦が保健所法により名称が確立する
- 1941年（昭和16年）保健婦は保健婦規則により資格が規定される
- 1947年（昭和22年）「あん摩、はり、きゅう、柔道整復等営業法」が公布され、第１条に規定された業種及び都道府県知事に届け出た者以外の医業類似行為が禁止される。届け出医業類似行為業者の許可期限は昭和30年末までであった。
- 1948年（昭和23年）現在の医師法制定
- 1951年（昭和26年）あん摩師、はり師、きゅう師及び柔道整復師法に改称される
- 1960年（昭和35年）最高裁判決　医業類似行為は人の健康に害を及ぼすおそれのある業務行為でなければ禁止処罰の対象とはならない
- 1964年（昭和39年）届け出医業類似行為業者の許可期限を撤廃。
- 1970年（昭和45年）現在の柔道整復師法制定
- 1970年（昭和45年）医務局長回答　カイロプラクティック療法は、あん摩マッサージ又は指圧師と区別され含まれないものと解する
- 1991年（平成3年）厚生省健康政策局医事課長通知　医業類似行為に対する取扱いについて
- 1993年（平成5年）柔道整復師が知事免許から国家資格として法制化される

参考文献等：

## 判例・議事録等
昭和39年5月7日 最高裁判所第一小法廷ではあん摩、はり、きゆうおよび柔道整復が
「同法一条に掲げるものとは、あん摩（マツサージお よび指圧を含む）、はり、きゆうおよび柔道整復の四種の行為であるから、これらの行為は、何が同法一二条の医業類似行為であるかを定める場合の基準となるものというべく、結局医業類似行為の例示と見ることができないわけではない。」（同法とはあん摩マツサージ指圧師、はり師、きゆう師等に関する法律のこと）
と、これら四種の行為を医業類似行為の例示としている
また、仙台高裁の後の別事件の最高裁判決（昭和36年2月15日　最高裁判所大法廷）では、少数意見ではあるが、「そもそも、本法はきゆう等の施術を医業類似の行為として一定の資格を有する者に対し免許によりこれを業とすることを許しているのである。」（本法とはあん摩マツサージ指圧師、はり師、きゆう師等に関する法律）と述べられており、司法においても、あん摩、はり、きゆうおよび柔道整復が医業類似行為に含まれるかどうかについては一定の見解に至っていない。平成3年になされた厚生労働省通知によると、
医業類似行為を
あん摩マッサージ指圧、はり、きゅう及び柔道整復について
医業類似行為のうち、あん摩マッサージ指圧、はり、きゅう及び柔道整復については、... 免許を有する者でなければこれを行ってはならない(...は途中略）
あん摩マッサージ指圧、はり、きゅう及び柔道整復以外の医業類似行為について
あん摩マッサージ指圧、はり、きゅう及び柔道整復以外の医業類似行為については、... 昭和三十五年三月三十日付け医発第二四七号の一厚生省医務局長通知で示したとおり、当該医業類似行為の施術が医学的観点から人体に危害を及ぼすおそれがあれば禁止処罰の対象となるものであること。(...は途中略）
と、あん摩マッサージ指圧、はり、きゅう及び柔道整復を医業類似行為と分類している。その後の厚生労働省の平成23年の文書でも、その姿勢を踏襲している。

## その他の医業類似行為が増えた背景
医業類似行為について、あはき法第12条において「何人も、第一条に掲げるものを除く外、医業類似行為を業としてはならない。ただし、柔道整復を業とする場合については、柔道整復師法(昭和四十五年法律第十九号)の定めるところによる。」と規定している。
※「もの」というのは、「者」や「物」に当たらない抽象的なものを指す場合に用いられる。
一方、以上の法律の趣旨について最高裁判所は、日本国憲法22条が保障している職業選択の自由との関係で、禁止の対象となる行為を次のとおり限定的に解釈している。すなわち、HS式無熱高周波療法を業として行った者を被告人とする刑事事件において、医業類似行為を業とした者が処罰されるのは、これらの業務行為が人の健康に害を及ぼすおそれがあるからであり、法律が医業類似行為を業とすることを禁止するのも、人の健康に害を及ぼすおそれのある業務行為に限局する趣旨と解しなければならないと判断した。つまり、有罪判決を出すためには、問題となる医業類似行為が人の健康に害を及ぼすおそれがあることを認定しなければならない。
ところで、医業類似行為を業とすることが公共の福祉に反するのは、かかる業務行為が人の健康に害を及ぼす虞があるからである。それ故前記法律が医業類似行為を業とすることを禁止処罰するのも人の健康に害を及ぼす虞のある業務行為に限局する趣旨と解しなければならないのであつて、このような禁止処罰は公共の福祉上必要であるから前記法律一二条、一四条は憲法二二条に反するものではない。

しかるに、原審弁護人の本件ＨＳ式無熱高周波療法はいささかも人体に危害を与えず、また保健衛生上なんら悪影響がないのであるから、これが施行を業とするのは少しも公共の福祉に反せず従つて憲法二二条によつて保障された職業選択の自由に属するとの控訴趣意に対し、原判決は被告人の業とした本件ＨＳ式無熱高周波療法が人の健康に害を及ぼす虞があるか否かの点についてはなんら判示するところがなく、ただ被告人が本件ＨＳ式無熱高周波療法を業として行つた事実だけで前記法律一二条に違反したものと即断したことは、右法律の解釈を誤つた違法があるか理由不備の違法があり、右の違法は判決に影響を及ぼすものと認められるので、原判決を破棄しなければ著しく正義に反するものというべきである。
—最高裁判所判例 昭和35年1月27日 昭和29(あ)2990
この最高裁判決を受けて審理のために差し戻された仙台高等裁判所は、HS式無熱高周波療法は人の健康に害を及ぼすおそれのあるものと認定して有罪判決を出したため、被告人側から再度上告されたが、上告は棄却され有罪判決が確定した。
この判例に対しては、人の健康に害を及ぼすおそれがあるか否かは一概に判断できない場合が多く、法は抽象的に有害である可能性があるものを一律に禁止しているのであり、健康に害を及ぼすおそれがあることを認定する必要はなく、そのように理解しても憲法22条に違反しないという批判も強い。また、この判決が出た当時は憲法訴訟論が本格的に論じられておらず、違憲審査基準につき不十分な議論しかされていなかった当時のものであるとして、先例としての価値がどれだけあるか疑問であるとの指摘もされている（無登録で医薬品を販売していたとして旧薬事法違反で起訴された事案につき、最大判昭和40年7月14日刑集19巻5号554頁を参照）。
薬事法の刑事裁判では人体に対し有益無害なものであるとしても、これらが通常人の理解において「人又は動物の疾病の診断、治療又は予防に使用されることが目的とされている物」と認められる場合は医薬品であり、無許可で販売した場合に禁止処罰をするのは憲法22条に違反しないと判示している。医療機器についても同様であり、吸引器を無許可で製造した事件で最高裁は医療用具の認定に関し、「人の健康に害を及ぼす虞が具体的に認められるものであることを要しない。」と判示している。
これらの異論はあるが、結局のところ前述の最高裁判例により、免許を必要としない医業類似行為は「当該医業類似行為の施術が医学的観点から少しでも人体に危害を及ぼすおそれがあれば、人の健康に害を及ぼす恐れがあるものとして禁止処罰の対象となる」が「実際に禁止処罰を行なうには、単に業として人に施術を行なったという事実を認定するだけでなく、その施術が人の健康に害を及ぼす恐れがあることの認定が必要」となった。
一、　この判決は、医業類似行為業、すなわち、手技、温熱、電気、光線、刺激等の療術行為について判示したものであって、あん摩、はり、きゅう及び柔道整復の業に関しては判断していないものであるから、あん摩、はり、きゅう及び柔道整復を無免許で業として行えば、その事実をもってあん摩師法等第一条及び第十四条第一号の規定により処罰の対象となるものであると解されること。従って、無免許あん摩師などの取締りの方針は、従来どおりであること。なお、無届の医業類似行為者の行う施術には医師法違反にわたるおそれのあるものもあるので注意すること。

二、　判決は、前項の医業類似行為について、禁止処罰の対象となるのは、人の健康に害を及ぼす恐れのある業務に限局されると判示し、実際に禁止処罰を行うには、単に業として人に施術を行ったという事実を認定するだけでなく、その施術が人の健康に害を及ぼす恐れがあることの認定が必要であるとしていること。なお、当該医業類似行為の施術が医学的観点から少しでも人体に危害を及ぼすおそれがあれば、人の健康に害を及ぼす恐れがあるものとして禁止処罰の対象となるものと解されること。

三、　判決は、第一項の医業類似行為業に関し、あん摩師法第十九条第一項に規定する届出医業類似行為業者については判示していないものであるから、これらの業者の当該業務に関する取り扱いは従来どおりであること。
—いわゆる無届医業類似行為に関する最高裁判所の判決について 昭和35年3月30日 医発第247号の1 各都道府県知事あて厚生省医務局長通知
しかし、同判決には「単に治療に使用する器具の物理的効果のみに着眼し、その有効無害であることを理由として、これを利用する医業類似の行為を業とすることを放置すべしとする見解には組し得ない」という裁判官の反対意見があるので注意が必要である。当時、厚生省は最高裁の事務局に照会をしたうえで、「最高裁の裁判は、無届で医業類似行為をやった場合、ただ、法律に反するからということで処罰はできない、 処罰するのなら、そのやっておる行為が医学的に見て害があるということでなければ処罰をできないということを言っておるわけでありまして、無届で医業類似行為をやってもよいということじゃないのです。」と国会にて答弁している。
近年、多様な形態の医業類似行為が増えるに従い、過去の通知を徹底するように通知が出されている。

近時、多様な形態の医業類似行為又はこれと紛らわしい行為が見られるが、これらの行為に対する取扱いについては左記のとおりとするので、御了知いただくとともに、関係方面に対する周知・指導方よろしくお願いする。

医業類似行為に対する取扱いについて

(１)　あん摩マッサージ指圧、はり、きゅう及び柔道整復について

(中略)

(２)　あん摩マッサージ指圧、はり、きゅう及び柔道整復以外の医業類似行為について
あん摩マッサージ指圧、はり、きゅう及び柔道整復以外の医業類似行為については、あん摩マッサージ指圧師、はり師、きゅう師等に関する法律第十二条の二により同法公布の際引き続き三か月以上医業類似行為を業としていた者で、届出をした者でなければこれを行ってはならないものであること。したがって、これらの届出をしていない者については、昭和三十五年三月三十日付け医発第二四七号の一厚生省医務局長通知で示したとおり、当該医業類似行為の施術が医学的観点から人体に危害を及ぼすおそれがあれば禁止処罰の対象となるものであること。
—医業類似行為に対する取扱いについて 平成三年六月二八日 医事第五八号 各都道府県衛生担当部(局)長あて厚生省健康政策局医事課長通知
いわゆる「資格」について
カイロプラクティックを中心に、「資格」を取得するための学校等が存在しており、近年は国際基準を謳う団体も増えている。しかし、取得する「資格」はあくまでも民間資格であり、免許ではない（資格商法）。

## 広告の制限
あはき法7条、柔道整復師法24条により、施術所の広告は同法に定めるもの以外の事項に及んではならない。きゅう適応症広告事件では、1961年2月15日に最高裁はきゅう適応型として病名を記載したビラの配布を行った行為への刑事罰規定は表現の自由を規定した日本国憲法第21条に違反せず合憲としている。
国民生活センターの報告書では法的資格制度のない手技による医業類似行為の施術所において、適応症の広告を「消費者に誤認や過度な期待を与えるおそれがあり、問題であると考えられた。」とし、虚偽・誇大広告の可能性を示している。

## 人の健康に害を及ぼすおそれ（違法性）

### 禁忌
最高裁は患者に対し聴診、触診、指圧等を行い、その方法がマツサージ按摩の類に似てこれと異なり交感神経等を刺激してその興奮状態を調整する施術を行っていたものに対し、医師法違反が成り立つとした。
被告人は
"単に患部につき指にて押え又は押すのみで一切投薬注射等を行わず、聴診器も例外とし使用するに止まる"
と主張し、医師法違反の成立を否定したが、最高裁第三小法廷は
"前示主張のような程度に止まらず、聴診、触診、指圧等の方法によるもので、医学上の知識と技能を有しない者がみだりにこれを行うときは生理上危険がある程度に達していることがうかがわれ、このような場合にはこれを医行為と認めるのを相当としなければならない。"
と判示している。
この判決の原審においては患者が痛みや恐怖心などを訴え、
"被告人も心臓弁膜症や貧血症の患者はこの療法に堪えない旨を自供している"
とし、
"これらの事実を総合すれば、被告人の治療方法は医師国家試験に合格し、厚生大臣の免許を受けた医師でない、医学上の知識と技能を有しない者がみだりにこれを行うときは生理上の危険があり、医行為と認めるのが相当である。"
としている。
この裁判の控訴審、上告審判決は昭和28年であり、HS式無熱高周波療法の最高裁判決の前の判決である。
医業類似行為は行っただけで禁止処罰の対象となった時代であり、医業類似行為と医行為は危険性によって明確に区別されていた。控訴審ではその違いについて言及し、生理上の危険があるとして医師法違反と判決している。
この事件での施術方法では心臓弁膜症や貧血症は禁忌であり、禁忌がある施術方法は医行為であるといえる。
よって医療関係の国家資格を持たない場合、禁忌のある施術行為はできない。

### 問診
断食道場の入寮者に対し、断食療法を施行するため入寮の目的、入寮当時の症状、病歴等を病歴を尋ねた行為を診察方法の一種である問診にあたるとし、医師法違反とした最高裁判決がある。
原審である東京高裁の判決では
そのため、医師、あん摩マッサージ指圧師、はり師、きゅう師、柔道整復師の免許を持たない者が既往症を聞くなどの問診を行えば医師法違反となる。つまり非国家資格者に許される施術行為は問診によって施術の禁忌を判断しなくてもよい施術に限られる。
なお、国家資格者による問診に関しては、灸術営業者に関し、禁忌症の有無や適切な灸点を定める限度において診察行為を可能とする大審院判決（昭和12年5月5日、大審院刑事判例集16巻638頁）がある。

### 安全性に関する施術者の能力と違法性の判断

#### 米国D.C.資格を持った者が医師法違反で有罪となった裁判例
鍼灸マッサージ師の他、アメリカのD.Cの資格を有した被告人が、問診、触診、X線照射・撮影の指示及びエックス線写真の読影、血液検査・尿検査の指示、これらの結果による病名等の診断、瀉血治療、鼻の治療の診察行為をなし、もって医業をなしたとして医師法第17条違反の有罪判決を受けた。判決文上、"D.Cの資格も有しており”とはあるが、単に学位であるのか、開業資格を得ていたのかは不明である。
米国カイロプラクターはX線撮影や読影が可能であるが、

"被告人が、エックス線撮影結果の読影能力を備えている場合であっても、一定の資格を有する者以外に医業をなすことを画一的に禁止することによって国民の生命・健康を保護しようとした医師法の趣旨からすると、許されないものと解される。”

と判示している。
外国政府による免許・資格は能力証明としては他のいかなる民間資格よりも能力証明としては優れているが、その外国免許で許されている行為という理由で医師法違反を免責されるわけではない。
つまり、安全性が個人の能力などに依存する無免許施術は違法である。人体に危害を及ぼすおそれの無い行為として無免許施術の合法性を主張する場合、個人の能力に関係なく安全である必要がある。
また

"病名診断というか所見というかは用語の違いにすぎず”

と判示し、所見を示すことも禁止している。
なお、この判決ではあん摩師などの国家資格者が、その能力や免許された範囲内で行う問診や触診、治療行為、患者の状態を判断し、告知することは許容されるとしている。

#### 柔道整復師とエックス線照射事件
柔道整復師が、エックス線照射と読影による診断を行っていた点が、診療放射線技師及び診療エックス線技師法および医師法違反であるとして摘発される。最高裁まで争われ、エックス線照射に関しては技師法違反、読影に関しては医師法違反であるとの判決が確定。

#### その他、能力による医師法違反、歯科医師法違反の免責を否定した判例

##### 歯科医師法違反被告事件[31]
歯科医師法一七条、二九条一項一号違反の罪は、主体の面では行為者が歯科医学につきどの程度の知識を習得しているか否かにかかわりなく、歯科医師であるか否かのみによつてその成否が決せられ、行為の面では、歯科医学的適合性の如何を問わず、単に歯科医行為に当たるか否かと反復継続の意思を有していたか否かとによつてのみ、その成否が決せられる。
被告人による上告棄却。

##### 医師法違反被告事件[33]
"危害を生ずるか否かはその行為に関する技能に習熟しているかどうかによって決まるのであって医師資格の有無に関係しない"
という主張に対し、
"医師法は、医師について厚生大臣の免許制度をとること及び医師国家試験の目的・内容・受験資格等について詳細な規定を置いたうえ、その一七条において「医師でなければ医業をしてはならない」と定めているところからすれば、同法は、医学の専門的知識、技能を習得して国家試験に合格し厚生大臣の免許を得た医師のみが医業を行うことができるとの基本的立場に立っているものと考えられる。"

"そうすると、同条の医業の内容をなす医行為とは、原判決が説示するように「医師が行うのでなければ保健衛生上危害を生ずるおそれのある行為」と理解するのが正当というべきであって、これと異なる見解に立つ所論は、独自の主張であって、採用の限りでない。"

と判示し、被告人の控訴を棄却した。上告棄却。